# Oenothera canescens
Oenothera canescens är en dunörtsväxtart som beskrevs av John Torrey. Oenothera canescens ingår i släktet nattljussläktet, och familjen dunörtsväxter. Inga underarter finns listade i Catalogue of Life.